# 2. Armee (Deutsch-Französischer Krieg)
Die deutsche 2. Armee war ein Großverband im Deutsch-Französischen Krieg von 1870/71 und bestand aus preußischen und sächsischen Truppenteilen.

## Zur Vorgeschichte
Nach dem Deutschen Krieg und der Gründung des Norddeutschen Bundes schloss Bismarck mit den verbleibenden süddeutschen Staaten die Schutz- und Trutzbündnisse ab, die ein gemeinsames Vorgehen im Falle eines auswärtigen Konfliktes vorsahen. Am 19. Juli 1870, sechs Tage nach der Emser Depesche, erklärte der französische Kaiser Napoleon III. Preußen den Krieg und befahl die Mobilmachung.
Der Norddeutsche Bund unter der Führung Preußens und die mit ihm verbündeten süddeutschen Staaten Bayern, Württemberg, Baden und Hessen-Darmstadt machten mobil. Frankreich begann den Deutsch-Französischen Krieg am 2. August mit einem Angriff sechs französischer Divisionen auf deutsches Territorium bei Saarbrücken.
Während die deutsche 3. Armee am südlichen Abschnitt im Elsass einbrach, marschierte die 1. Armee südlich von Luxemburg zur Mosel vor, dahinter folgte die 2. Armee. Oberbefehlshaber der 2. Armee wurde General der Kavallerie Prinz Friedrich Karl von Preußen, als Chef des Generalstabes fungierte Oberst Gustav von Stiehle. Die 2. Armee zählte etwa 170.000 Mann, 21.900 Reiter und 546 Geschütze. Das Hauptquartier war zu Kriegsbeginn in Mainz.

## Gliederung am 1. August 1870

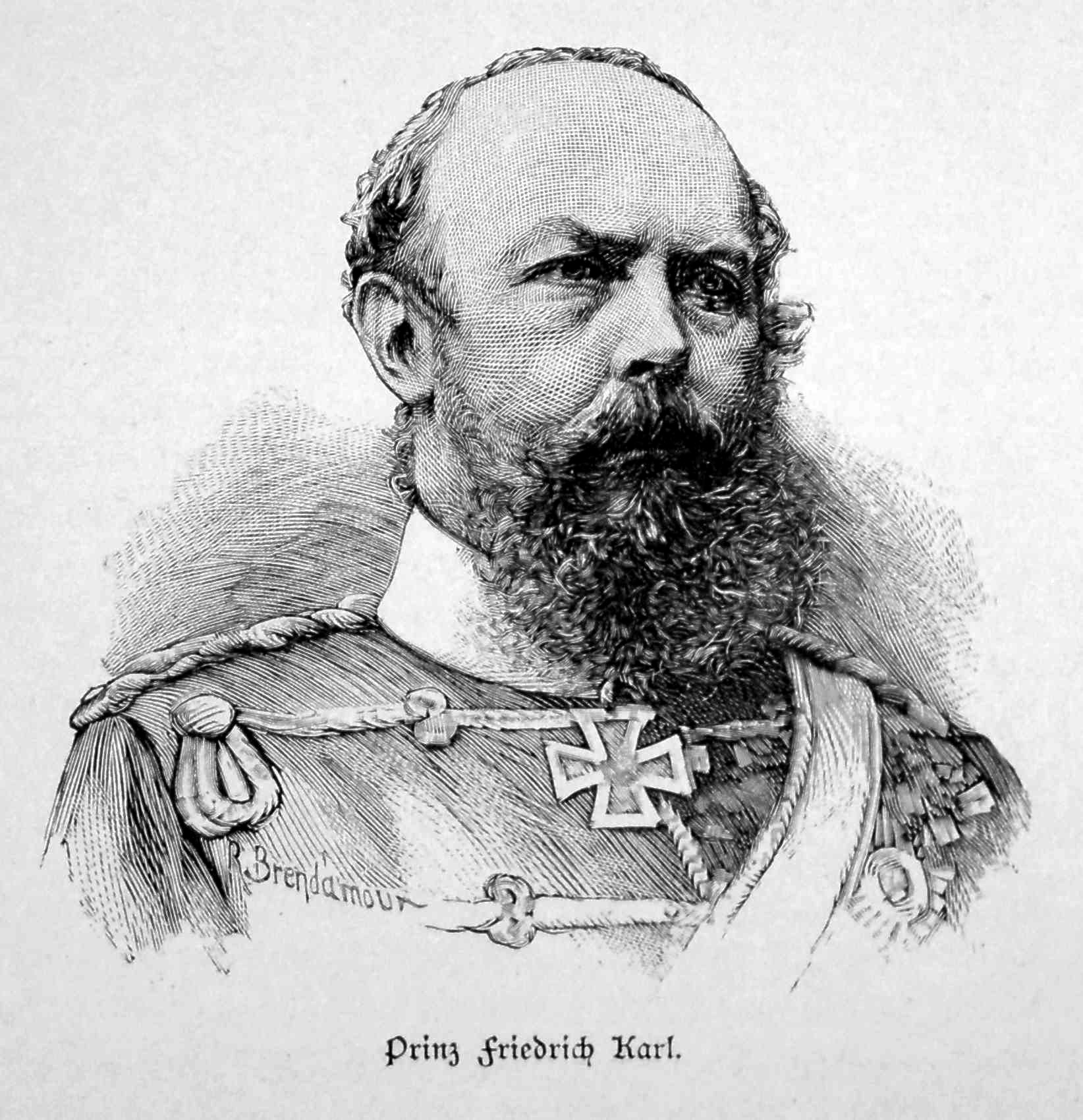
Oberbefehlshaber Prinz Friedrich Karl von Preußen

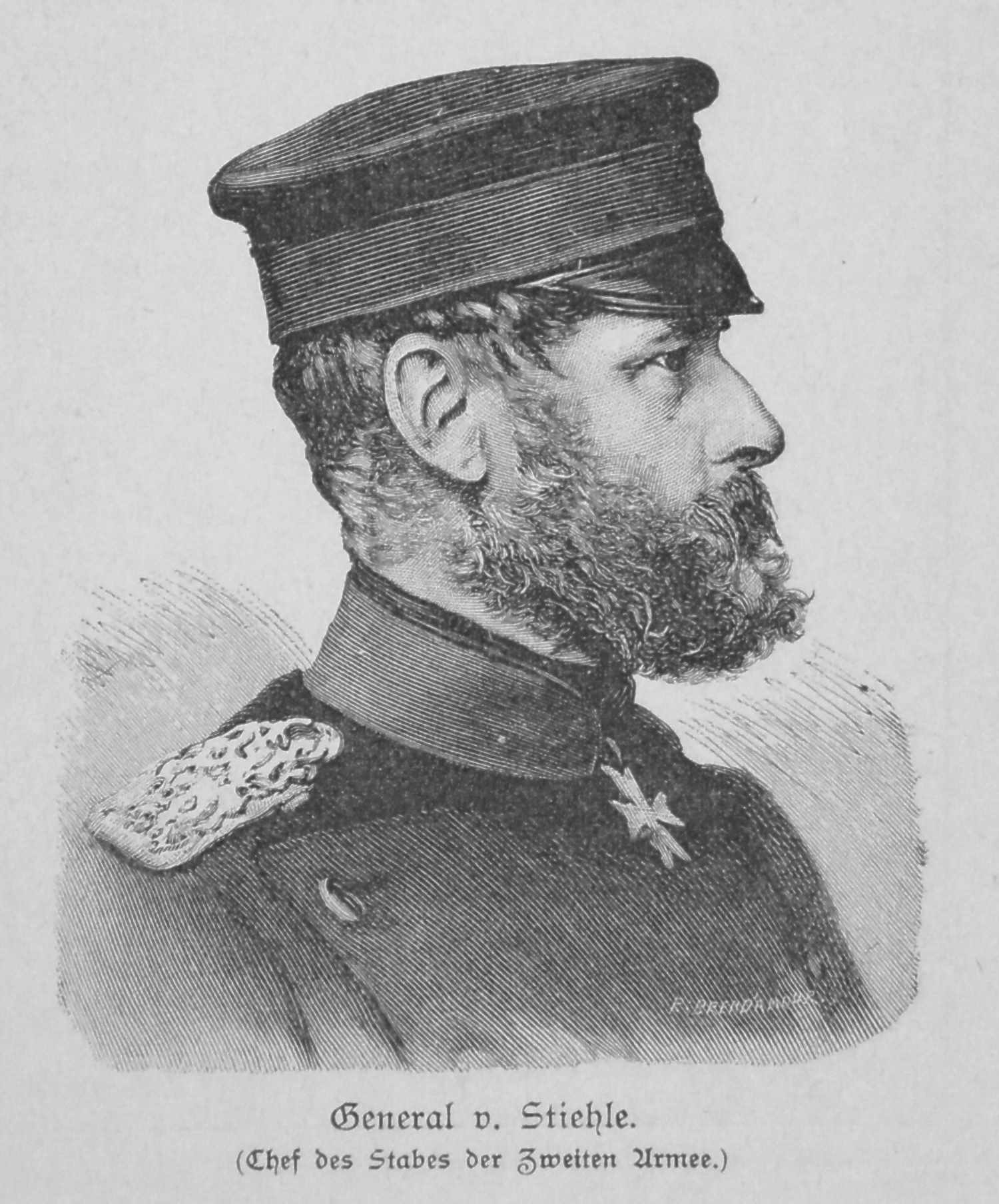
General Gustav von Stiehle, Chef des Generalstabes

III. Armee-Korps Generalleutenant Konstantin von Alvensleben
- 5. Infanterie-Division: Generalleutnant Ferdinand von Stülpnagel
- 6. Infanterie-Division: Generalleutnant Gustav Karl von Buddenbrock

IV. Armee-Korps General der Infanterie Gustav von Alvensleben
- 7. Infanterie-Division: Generalleutnant Julius von Groß, gen. von Schwarzhoff
- 8. Infanterie-Division: Generalleutnant Alexander von Schoeler

IX. Armee-Korps General der Infanterie Gustav von Manstein
- 18. Infanterie-Division: Generalleutnant Karl von Wrangel
- 25. Infanterie-Division: Prinz Ludwig von Hessen

X. Armee-Korps General der Infanterie Konstantin Bernhard von Voigts-Rhetz
- 19. Infanterie-Division: Generalleutnant Emil von Schwartzkoppen
- 20. Infanterie-Division: Generalmajor Alexander von Kraatz-Koschlau

sächsisches XII. Armee-Corps Kronprinz Albert von Sachsen
- 23. Infanterie-Division: Generalleutnant Prinz Georg von Sachsen
- 24. Infanterie-Division: Generalmajor Gustav Erwin Nehrhoff von Holderberg
- Sächs. Kavallerie-Division Nr. 12: Generalmajor Franz zur Lippe-Biesterfeld-Weißenfeld

Gardekorps Generalleutnant Prinz August von Württemberg
- 1. Garde-Infanterie-Division: Generalmajor Alexander von Pape
- 2. Garde-Infanterie-Division: Generalleutnant Rudolph Otto von Budritzki
- Garde-Kavallerie-Division Generalleutnant Karl Friedrich von der Goltz
- 5. Kavallerie-Division Generalleutnant Albert von Rheinbaben
- 6. Kavallerie-Division Generalleutnant Wilhelm, Herzog zu Mecklenburg-Schwerin[1]

Gesamtstärke der 2. Armee: 156 Bataillone, 148 Schwadronen und 91 Batterien (546 Geschütze)

## Geschichte der Feldzüge

### Schlachtenfolge um Metz

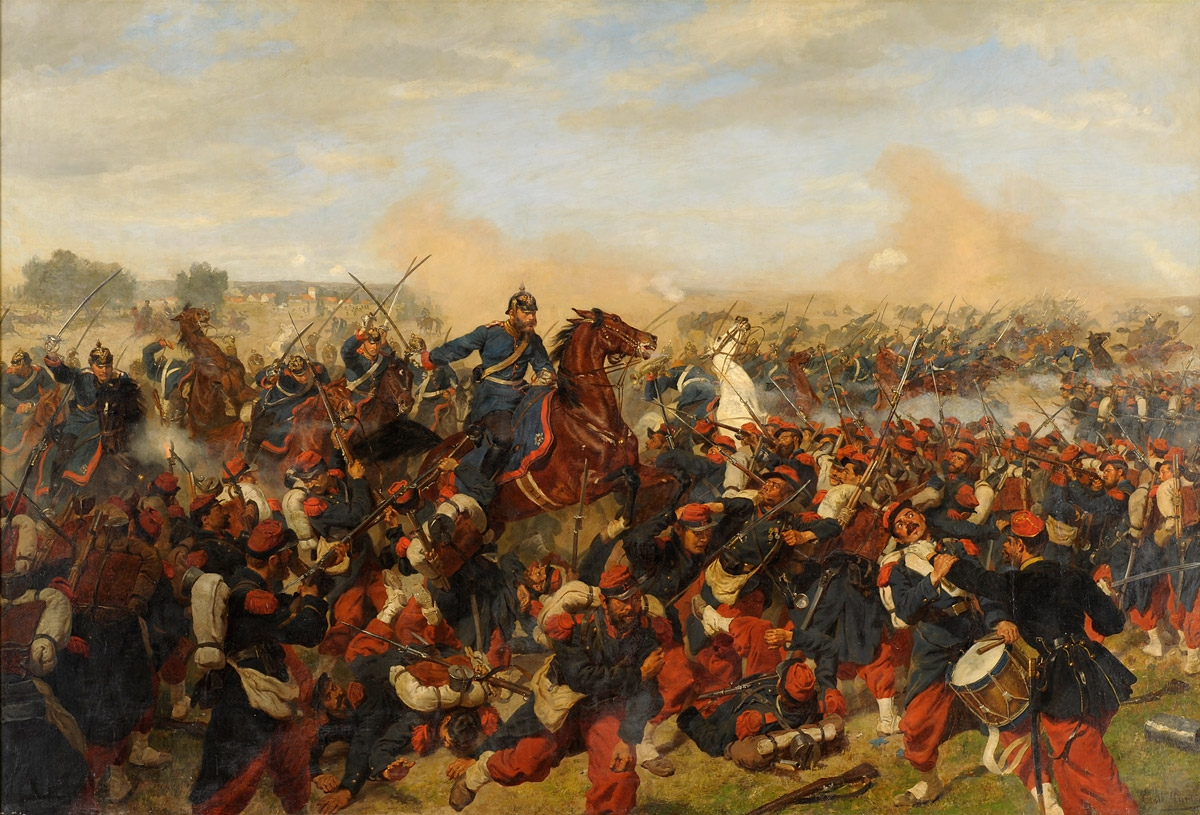
Heinrich XVII. Prinz Reuß (1839–1870) fällt bei Mars-la-Tour, nach Johann Emil Hünten

Die deutsche 1. und 2. Armee zogen Anfang August 1870 die französische Rheinarmee unter Marschall François-Achille Bazaine auf sich und gerieten mit dem Gegner im Raum der Festung Metz in mehreren großen Schlachten aufeinander. Bazaine hatte Befehl sich von Metz über Verdun nach Châlons zurückziehen und mit weiteren Einheiten unter Mac-Mahon vereinigen. Der Rückzug begann verzögert am 15. August über Gravelotte und ab hier in zwei Kolonnen über Doncourt und Etain bzw. über Vionville, Mars-la-Tour und Fresnes. Zwar war der bereits am 13. August geplante, aber durch die Schlacht bei Colombey unterbrochene Abmarsch der Franzosen nach Westen am 15. begonnen worden, doch waren der linke Flügel (französisches 2. und 6. Korps und Garde) auf der südlichen Straße erst bis Rezonville, der rechte Flügel (französisches 3. und 4. Korps) nur zum Teil bis Vernéville gelangt. Drei Divisionen standen noch im Moseltal, daher befahl Bazaine, dass am 16. August der weitere Rückzug erst nachmittags stattfinden sollte, um das 3. und 4. Korps nachkommen zu lassen. Für den Morgen des 16. August war bereits wieder ein Halt befohlen, um Verpflegung und Munition zu ergänzen. Das verfolgende preußische III. Korps (Alvensleben) hatte den Auftrag, die Mosel bei Novéant und Champey zu überschreiten. Hierbei wurde es durch die 6. Kavallerie-Division verstärkt. Gleichzeitig war das X. Armee-Korps (Voigts-Rhetz), das Pont-à-Mousson und das linke Moselufer bereits besetzt hatte, angewiesen, mit der 5. Kavallerie-Division die Straße Metz-Verdun aufzuklären.
Das III. Korps sollte weiter über Gorze und Onville vorgehen, das X. Korps über Thiaucourt einen Vorstoß gegen die Straße Metz-Verdun ausführen. Die weiteren Korps der 2. Armee (Garde, XII., IV., II. und IX.), die zum Teil ebenfalls bereits die Mosel überschritten hatten, sollten den Marsch nach Westen fortsetzen, um die Franzosen an der Maas zu stellen. Hierbei setzte das Oberkommando voraus, dass die Hauptmasse der Rheinarmee schon in vollem Marsch nach Verdun sei. Dies war jedoch nicht der Fall.
Das III. Korps traf bei seinem Vorstoß in Richtung Rezonville auf drei komplette französische Korps. In der folgenden Schlacht von Mars-la-Tour am 16. August wurde die französische Rheinarmee zurückgeworfen, am 18. August folgte die entscheidende Schlacht bei Gravelotte: Die Franzosen hatten eine vorzügliche Auffangposition eingenommen und erwarteten die deutschen Truppen auf einem ständig nach Osten hin ansteigenden Terrain. Während das französische 3. und 4. Korps im Zentrum Aufstellung nahm, standen auf den Flügeln im Süden das 2. und im Norden das 6. Korps. Die französische Garde blieb in Reserve hinter dem südlichen Flügel. Bei den Deutschen war im Zentrum der Schlachtfront das preußische IX. preußische Korps (Manstein) bereits in Stellung gegangen. Ebenso war der rechte Flügel mit der 1. Armee bereits in Position, hier standen das VIII. und VII. preußische Korps zum Kampf bereit. Die frontal angesetzte Schlacht wurde durch die Umfassung durch das preußische Gardekorps und das XII. (sächsische) Korps über St. Privat nach Norden siegreich entschieden. Marschall Bazaine sah sich nach dieser Niederlage zum Rückzug auf Metz gezwungen und wurde dort mit ca. 180.000 Soldaten eingeschlossen.

### Belagerung von Metz

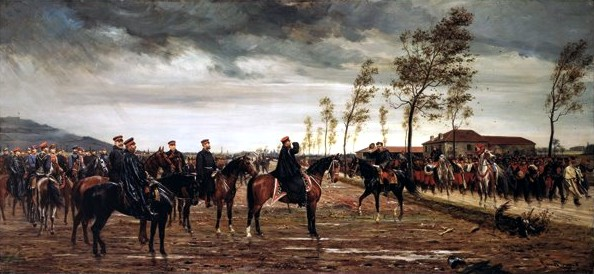
Übergabe von Metz, 27. Oktober 1870

Bazaine und seine Truppen wurden ab dem 20. August von der 2. Armee (linkes Moselufer) und der 1. Armee (rechtes Moselufer) eingeschlossen.
Eine neu entstehende Maasarmee, bestehend aus dem Garde- und dem IV. Armee-Korps, der 5. und der 6. Kavalleriedivision sowie dem sächsischen Armee-Korps mit zusammen 70.028 Mann, 16.247 Pferden und 288 Geschützen wurde aus der Belagerungsarmee vor Metz herausgelöst und zur Unterstützung der 3. Armee nach Westen umgruppiert. Prinz Friedrich Karl, der sein Hauptquartier in Corny nahm, übernahm den Oberbefehl der Belagerungstruppen: Das I. und VII. Korps standen rechts der Mosel, das II. im Moseltal südlich von Metz, das VIII., IX., III. und X. auf dem linken Ufer, die 3. Reserve-Division unter General von Kummer im Tal nördlich von Metz. Bazaine versuchte ohne Erfolg, den Belagerungsring am 31. August durch den Angriff bei Noisseville zu durchbrechen. In der Nacht vom 1. zum 2. Oktober ließ Bazaine Infanterie unter Marschall Canrobert von Woippy aus nordwärts in die Felder zwischen den Linien vorrücken. Der Angriff der Franzosen auf Failly und Rupigny wurde nicht nur abgewiesen, sondern nach dem vollständigen Eingreifen der 18. Division unter General von Wrangel sogar über den Bach von Chieulles zurückgeworfen. Ein weiterer Ausfall richtete sich gegen Ladonchamps, Ste.-Agathe, St.-Remy und Bellevue. Die Deutschen (Teile des III. Armeekorps) mussten sich aus der äußersten Linie, den Orten Ladonchamps und Ste.-Agathe, zurückziehen, konnten aber die befestigte zweite Linie behaupten. Im Verlauf des Kampfes gelang es den Preußen, die Franzosen in ihre Ausgangsstellungen zurückzutreiben. Der letzte Angriff der Rheinarmee begann am 7. Oktober 1870 in der Nähe der Ortschaften Bellevue, St.-Remy, Grandes Tapes und Petites Tapes. Ziel der Schlacht bei Bellevue war nicht mehr der Ausbruch mit der Vereinigung mit weiteren Verbänden, sondern die Beschaffung von Lebensmitteln. Die Belagerung von Metz dauerte bis zum 27. Oktober 1870, durch das Ausbleiben von Verstärkung und Versorgung sah sich Bazaine gezwungen mit etwa 150.000 Mann zu kapitulieren.

### Loirefeldzug

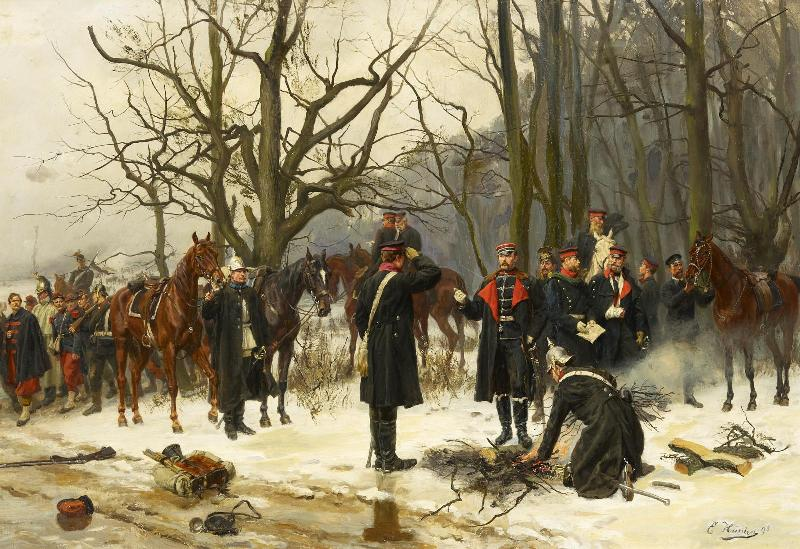
Friedrich Karl vor Orleans

Die 2. Armee wurde freigemacht und marschierte an die Loire ab, wo sich eine neue starke französische Armee unter General Louis d’Aurelle de Paladines gebildet hatte. Ihr Ziel bestand darin den Belagerungsring von Paris, welches in der Zwischenzeit durch die deutsche 3. Armee umschlossen war, aufzureissen. Am 10. November erreichte die 2. Armee mit dem II., III., IX. und X. Korps die Linie von Troyes bis Chaumont. Prinz Friedrich Karl operierte jetzt eng mit der Armeeabteilung des Großherzogs von Mecklenburg (I. Kgl. Bay. Korps, je zwei preußische Infanterie- und Kavalleriedivisionen) zusammen. Ende November kam es an der Loire zu größeren Kämpfen. Die von Metz herangeführten deutschen Einheiten der 2. Armee waren im Raum südlich von Paris angekommen und die Armeegruppe des Großherzogs war von Le Mans zurückgekehrt. Nach einem am 24. November erfolgten Treffen bei Ladon und Maizières zeichnete sich ein neuer französischer Vormarsch auf Paris ab. Der Vormarsch der Franzosen erfolgte mit den einzelnen Divisionen nebeneinander aus einer Breite von 80 km. Dieser Vormarsch wurde auf dem französischen rechten Flügel am 28. November 1870 in der Schlacht bei Beaune-la-Rolande gestoppt. Nach einem Erfolg im Gefecht bei Villepion am 1. Dezember erlitt auch das Zentrum der Loirearmee am 2. Dezember in der Schlacht bei Loigny und Poupry eine folgenschwere Niederlage und musste sich in Richtung Orléans zurückziehen. In der Schlacht von Orléans am 3. und 4. Dezember 1870 wurde die Loirearmee unter de Paladines nochmals entscheidend geschlagen. Das preußische IX. Korps erwartete bei Einbruch der Nacht des 4. Dezember nicht mehr, dass die Einnahme von Orléans an diesem Tag noch möglich sei. Daher ordnete der sich beim Korps aufhaltende Oberbefehlshaber Prinz Friedrich Karl die Einstellung der Kämpfe an. Bald darauf marschierten jedoch die ersten Einheiten des III. Korps in die vom Gegner bereits geräumte Stadt ein. Bei ihrem Rückzug aus Orléans wurde die französische Armee aber in zwei Teile gespalten. Drei französische Korps (15., 18. und 20.) standen jetzt unter dem Befehl von Bourbaki und zogen sich in südöstliche Richtung auf Bourges zurück.

### Verfolgungskämpfe nach Le Mans
Nach der Schlacht von Orléans lag die strategische Initiative an der Loire nur noch bei den Preußen. Das abgespaltene französische 16., das 17. und das 21. Korps bildeten die sogenannte Zweite Loirearmee unter dem Kommando von General Chanzy, die sich in einer langen Reihe von Rückzugsgefechten, hier insbesondere der Schlacht bei Beaugency nach Westen zurückzog. Die deutschen Truppen verfolgten bis 17. Dezember nach Vendôme, wo man bis zum 6. Januar 1871 verstärkt wurde. Chanzys Armee wurde dann Anfang in der Schlacht bei Le Mans (6.–12. Januar) entscheidend geschlagen und fast bis zur Atlantikküste verfolgt. Nach Verlusten von fast 80.000 Mann in dieser Schlacht, davon die Hälfte an Deserteuren, stellte die Zweite Loirearmee für den Rest des Krieges keine Gefahr für die deutschen Truppen mehr dar. Für die Deutschen war jetzt die Gefahr für die Belagerung von Paris aus südlicher Richtung aufgehoben.